# باشگاه فوتبال نفت تهران

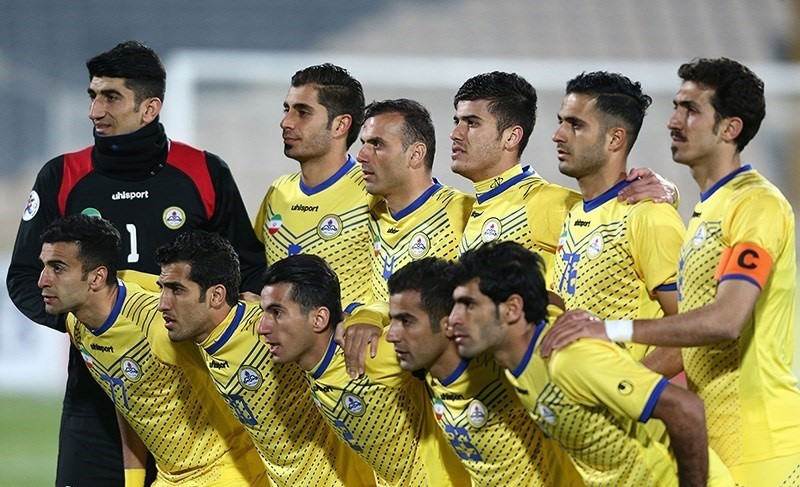
تیم فوتبال نفت در سال ۲۰۱۶

باشگاه فوتبال نفت تهران یک باشگاه فوتبال ایرانی بود. بازی‌های خانگی تیم نفت تهران در ورزشگاه تختی تهران انجام می‌گرفت. این تیم از موفق‌ترین تیم‌های فوتبال حاضر در لیگ برتر خلیج‌فارس بود. این باشگاه طبق اعلام مدیرکل ورزش و جوانان استان تهران در تاریخ ۳۰ مهرماه ۱۳۹۷ منحل گردید.لیگ برتر خلیج فارس
درحال حاضر تیمی با نام نفت ایرانیان تهران در لیگ دسته سوم فوتبال ایران به میدان میرود که ریشه در همین تیم دارد.

## پیشینه
باشگاه نفت تهران در سال ۱۳۵۶ فعالیت خود را با نام باشگاه صنعت نفت تهران در عرصه رسمی فوتبال ایران با حضور در مسابقات دسته دوم کشور شروع کرد. تیم فوتبال نفت قبل از انقلاب اسلامی مربیانی چون حمید شیرزادگان، ایرج سده و بازیکنانی با سابقه مثل داود پهلوانی، محمد مایلی کهن و مصطفی توکلی را در ترکیب خود داشت که با این تیم و مربیانی که ذکر شد توانستند قهرمان جام حذفی باشگاه‌های تهران شوند. کاپ قهرمانی آن دوره از جام حذفی هم‌اکنون در باشگاه ورزشی تهرانسر که محل تمرینات و مسابقات تیم نفت بود موجود است. ریاست امور ورزش در قبل از انقلاب که می‌توان آن را نقطه عطفی در پیشرفت ورزش فوتبال در تاریخ صنعت نفت تهران دانست بر عهده آقایان جعفر نامدار و پرویز دهداری بود.
با تلاش‌های افرادی چون ناصر فریاد شیران مربی تیم و محمد علیپور رئیس سازمان فوتبال این تیم، تیم نفت توانست پس از سال‌ها انتظار و تلاش جایگاه خود را تغییر داده و در سال ۱۳۸۵ به لیگ دسته یک و در سال ۱۳۸۹ به لیگ برتر کشور راه یابد. امتیاز این تیم فوتبال به علت موانع قانونی وزارت نفت ایران، پس از سی و شش سال حمایت مالی این وزارت خانه در هشتم تیر ۱۳۹۵ به شرکت بهنام پیشرو کیش فروخته شد. پس از مشکلات فراوان به وجود آمده در شهریور ۱۳۹۶ مالکیت باشگاه نفت به درخواست مجمع سهامداران باشگاه نفت (وزارت نفت) از سوی اداره کل ورزش و جوانان استان تهران به صورت مشروط به حمیدرضا جهانیان (شرکت نفت طلائیه) داده شد. مسئولان شرکت نفت طلائیه برای نهایی کردن انتقال این باشگاه موظف شده بودند که وضعیت بدهی مالیاتی و بدهی طلبکاران را مشخص کنند. اما به دلیل عدم اجرای تعهدات مورد توافق اداره کل ورزش و جوانان استان تهران با تمدید مجوز فعالیت جهانیان برای اداره باشگاه نفت موافقت نکرد. پس از جلسات متعدد در نهایت مالکیت باشگاه نفت تهران از شرکت نفت طلاییه گرفته شد و به شرکت تهران کار رسا و شخصی به نام کامران فردوسی واگذار شد.
این تیم در فصل ۹۷–۱۳۹۶ لیگ برتر خلیج فارس پس از ۴ فصل حضور در این لیگ به لیگ آزادگان سقوط کرد. باشگاه نفت تهران به دلیل عدم حضور در دو مسابقه پیاپی در مسابقات لیگ آزادگان ۹۸–۱۳۹۷ از جدول این مسابقات کنار گذاشته شده و به لیگ فوتبال دسته سوم ایران سقوط کرد
علی کریمی و جواد نکونام. از بازیکنان سابق تیم‌های پایه نفت تهران هستند.

## بازیکنان نفت تهران
از جمله چهره های معروف سال‌های بعد فوتبال ایران مانند:
علیرضا بیرانوند، مرتضی پورعلی گنجی، وحید امیری، وریا غفوری، آرش رضاوند، امیرارسلان مطهری، رضا اسدی، عیسی آل کثیر، سجاد شهباززاده، مهدی شیری، محمد دانشگر، پیام صادقیان، لئاندرو پادوانی، هادی نوروزی، عباس بوعذار، کمال کامیابی‌نیا، امید عالیشاه، سیدجلال حسینی، علی قربانی و...
در این تیم بازی می کردند

## آمار و عملکرد
جدول زیر، آمار و عملکرد این تیم را از زمان حضور این تیم در لیگ برتر نشان می‌دهد.
| فصل     | رتبه در لیگ برتر | جام حذفی    | لیگ قهرمانان آسیا                                                       |
| ------- | ---------------- | ----------- | ----------------------------------------------------------------------- |
| ۹۰–۱۳۸۹ | ۱۳ام             | ۱/۱۶ نهایی  | راه نیافت                                                               |
| ۹۱–۱۳۹۰ | ۵ام              | ۱/۱۶ نهایی  | راه نیافت                                                               |
| ۹۲–۱۳۹۱ | ۵ام              | ۱/۸ نهایی   | راه نیافت                                                               |
| ۹۳–۱۳۹۲ | ۳وم              | ۱/۸ نهایی   | راه نیافت                                                               |
| ۹۴–۱۳۹۳ | ۳وم              | نایب قهرمان | ۱/۴ نهایی                                                               |
| ۹۵–۱۳۹۴ | ۵ام              | ۱/۴ نهایی   | پلی‌آف                                                                   |
| ۹۶–۱۳۹۵ | ۹ام              | قهرمان      | راه نیافت                                                               |
| ۹۷–۱۳۹۶ | ۱۵ام             | ۱/۱۶ نهایی  | راه یافت اما به دلیل عدم صدور مجوز حرفه‌ای حذف و تیم ذوب‌آهن جایگزینش شد. |

## نفت در لیگ قهرمانان آسیا
| ۲۰۱۵  | لیگ قهرمانان | یک چهارم نهایی                                                          | ۱۱                                                                      | ۴                                                                       | ۲                                                                       | ۵                                                                       | ۱۲                                                                      | ۱۳                                                                      |                                                                         |                                                                         |
| ۲۰۱۶  | لیگ قهرمانان | پلی‌آف                                                                   | ۱                                                                       | ۰                                                                       | ۰                                                                       | ۱                                                                       | ۰                                                                       | ۲                                                                       |                                                                         |                                                                         |
| ۲۰۱۸  | لیگ قهرمانان | راه یافت اما به دلیل عدم صدور مجوز حرفه‌ای حذف و تیم ذوب‌آهن جایگزینش شد. | راه یافت اما به دلیل عدم صدور مجوز حرفه‌ای حذف و تیم ذوب‌آهن جایگزینش شد. | راه یافت اما به دلیل عدم صدور مجوز حرفه‌ای حذف و تیم ذوب‌آهن جایگزینش شد. | راه یافت اما به دلیل عدم صدور مجوز حرفه‌ای حذف و تیم ذوب‌آهن جایگزینش شد. | راه یافت اما به دلیل عدم صدور مجوز حرفه‌ای حذف و تیم ذوب‌آهن جایگزینش شد. | راه یافت اما به دلیل عدم صدور مجوز حرفه‌ای حذف و تیم ذوب‌آهن جایگزینش شد. | راه یافت اما به دلیل عدم صدور مجوز حرفه‌ای حذف و تیم ذوب‌آهن جایگزینش شد. | راه یافت اما به دلیل عدم صدور مجوز حرفه‌ای حذف و تیم ذوب‌آهن جایگزینش شد. | راه یافت اما به دلیل عدم صدور مجوز حرفه‌ای حذف و تیم ذوب‌آهن جایگزینش شد. |
| مجموع | مجموع        | مجموع                                                                   | ۱۲                                                                      | ۴                                                                       | ۲                                                                       | ۶                                                                       | ۱۲                                                                      | ۱۵                                                                      |                                                                         |                                                                         |

## مربیان

### مربیان پیشین
- حمید شیرزادگان
- پرویز دهداری
- مرتضی یکه[۹]
- عارف سیدعلیخانی[۱۰]
- محمد یاوری[۱۰]
- بهرام میرشیبانی[۱۰]
- ناصر فریادشیران[۱۰]
- مهدی دینورزاده[۹]
- نادر دست‌نشان
- حسین فرکی (۱۳۹۱–۱۳۸۹)
- منصور ابراهیم‌زاده (۱۳۹۲–۱۳۹۱)
- یحیی گل‌محمدی (۱۳۹۳–۱۳۹۲)
- علیرضا منصوریان (۱۳۹۵–۱۳۹۳)
- علی دایی (۱۳۹۶–۱۳۹۵)
- حمید درخشان (۱۳۹۶)
- دراگان اسکوچیچ (۱۳۹۶)
- حمید درخشان (۱۳۹۶)
- عبدالله ویسی(۱۳۹۶)
- مهدی محمدی (۱۳۹۸-)

## ماجرای انتقال به اراک
در آذر ۱۳۸۹ محمدرضا رحیمی، معاون اول رئیس‌جمهور ایران پس از سفر استانی به استان مرکزی از انتقال این تیم به اراک خبر داد. پس از مخالفت‌هایی که در محافل ورزشی با این تصمیم دولت صورت گرفت، سید احمد لطفی آشتیانی نماینده اراک در مجلس باشگاه نفت تهران را «هدیه دولت به مردم استان مرکزی» نامید و وی با شرکت در سیاسی‌ترین برنامه نود در تاریخ اذعان کرد «واگذاری این تیم به اراک مصوبه هیٲت دولت است و هیچ‌کس نمی‌تواند آن را تغییر دهد و آقای عادل فردوسی پور نیز نمی‌تواند این مصوبه را لغو کند.» اما سخنگوی باشگاه نفت تهران اعلام کرد: «انتقال نفت تهران به استان مرکزی منتفی می‌شود» لطفی تمام سعی خود را نمود تا با انتقال باشگاه نفت محبوبیتی به‌دست آورده و برای بار دوم وارد مجلس شود ولی رأی نیاورد و سر انجام این انتقال نیز انجام نشد.

## ماجرای انتقال به انزلی
تیم ملوان که در لیگ ۹۵–۹۴ به لیگ دسته یک سقوط کرده بود با تلاش‌های احمد دنیامالی عضو شورای شهر تهران و رئیس هیئت مدیره ملوان با خرید امتیاز باشگاه فوتبال نفت تهران قصد بازگشت غیر فوتبالی به لیگ برتر را داشت که با مخالفت قانونی فدراسیون فوتبال ایران و سازمان لیگ حرفه‌ای فوتبال ایران مواجه شد و امتیاز تیم به شرکت بهنام پیشروی کیش انتقال یافت.

## بازی تراکتورسازی و نفت تهران
بازی فوتبال تراکتورسازی تبریز–نفت تهران در چارچوب هفته ۳۰ام لیگ ۹۳–۹۴، در روز جمعه ۲۵ اردیبهشت در ورزشگاه یادگار امام تبریز برگزار شد. هر دو تیم در حالی با ۵۷ امتیاز به مصاف یکدیگر می‌رفتند که با پیروزی در این مسابقه برای اولین بار قهرمان لیگ برتر می‌شدند. از سوی دیگر سپاهان ۵۶ امتیازی نیز با تساوی این دو و پیروزی در دیدار سایپا قهرمان لیگ برتر می‌شد. این بازی در نهایت با تساوی ۳ بر ۳ به پایان رسید و منجر به قهرمانی سپاهان شد.
اتفاقات جنجالی این دیدار بعد اشتباه در یک صحنه مشکوک به پنالتی روی بازیکن تراکتورسازی و اخراج تیموریان توسط داور مسابقه علیرضا فغانی اتفاق افتاد، پس از این اخراج و در حالی که تراکتور ۳ بر ۱ از نفت پیش بود، بازی به تساوی کشید. بعدتر، کارشناسان داوری اعلام کردند که داور در این بازی اشتباهات تأثیرگذاری داشته‌است. دیگر اتفاق جنجالی این دیدار خوشحالی بازیکنان و برخی از هواداران تراکتورسازی پس از نتیجه بازی بود که بعداً مشخص شد خبری به اشتباه مبنی بر تساوی ۲ بر ۲ سپاهان و سایپا به آن‌ها رسیده‌است؛ آن‌ها قطع خطوط ارتباطی و اشتباهات داوری را عامل قهرمان نشدن خود دانستند.

## افتخارات
- جام حذفی
  - قهرمانی (۱): ۹۶–۱۳۹۵
  - نایب قهرمانی (۱): ۹۴–۱۳۹۳
- سوپر جام
  - نایب قهرمانی (۱): ۱۳۹۶